# Buellton (California)
Buellton es una ciudad ubicada en el condado de Santa Bárbara, California, Estados Unidos. Tiene una población estimada, a mediados de 2021, de 5164 habitantes.
Está situada en el valle de Santa Ynez, en la llamada área de Solvang (Solvang area).
Es una parada común para quienes viajan por la ruta 101, por ser la primera ciudad al norte de Santa Bárbara después de un tramo panorámico de aproximadamente 40 km a través de la Costa Gaviota. Hay múltiples hoteles en la ciudad, incluyendo dos de las cadenas Hampton Inn y Marriott, así como numerosos restaurantes.

## Geografía
La ciudad está ubicada en las coordenadas 34°36′56″N 120°11′39″O / 34.61556, -120.19417 (34.615497, -120.194237). Según la Oficina del Censo, la ciudad tiene un área total de 4.10 km² de tierra y 0.002 km² de agua.

## Demografía
Según la Oficina del Censo, en 2000 los ingresos medios de los hogares de la localidad eran de $48,490 y los ingresos medios de las familias eran de $54,839. Los hombres tenían ingresos medios por $46,379 frente a los $28,542 que percibían las mujeres. Los ingresos per cápita para la localidad eran de $20,907. Alrededor del 8.8% de la población estaba por debajo del umbral de pobreza.
De acuerdo con la estimación 2016-2020 de la Oficina del Censo, los ingresos medios de los hogares de la localidad son de $105,694 y los ingresos medios de las familias son de $120,629. Los ingresos per cápita en los últimos doce meses, medidos en dólares de 2020, son de $43,962. Alrededor del 1.8% de la población está por debajo del umbral de pobreza.